# 张健民 (1931年)
张健民（1931年—），男，滿族，北京人，中华人民共和国政治人物。

## 生平
1949年，供职于北京机器厂。1958年，任北京市机电局基建科副科长。1973年，担任北京市机械局党委副书记。1978年，升任北京市经委副主任，主任。1984年，改任北京市副市长。1993年1月至2001年2月任北京市人大常委会主任。